# Age of Empires III: Definitive Edition

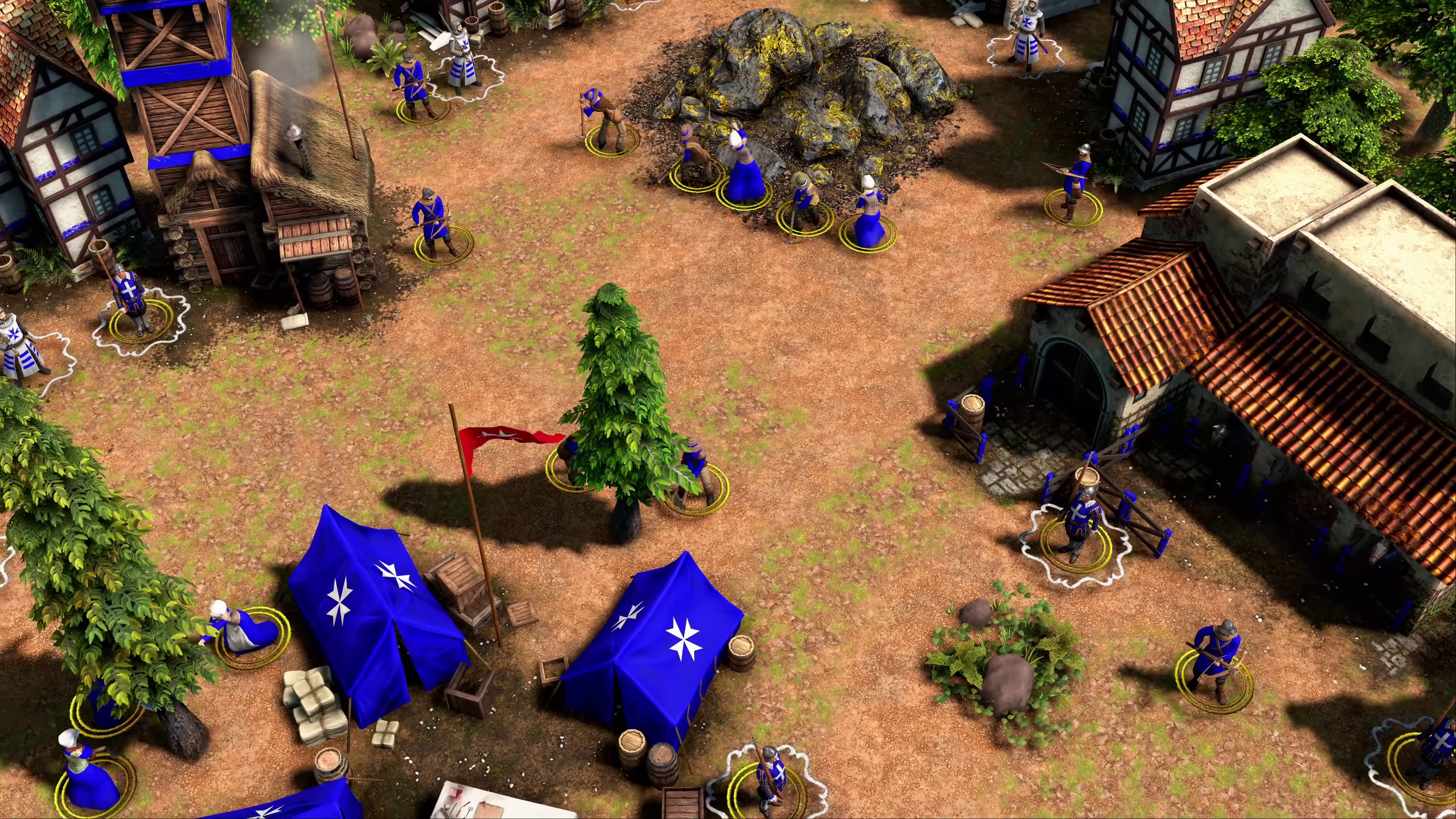
скриншот игры

Age of Empires III: Definitive Edition — компьютерная игра в жанре стратегии реального времени, разработанная студиями Tantalus Media и Forgotten Empires и выпущенная Xbox Game Studios. Является ремастером оригинальной игры Age of Empires III, приуроченным к пятнацатилетию оригинала. Содержит значительно улучшенную графику, поддержку разрешения 4K, обновленный саундтрек, два новых режима игры, и две новые цивилизации. Также включает в себя все предыдущие дополнения к оригинальной игре. Выпущена 15 октября 2020 года для Microsoft Windows.

## Игровой процесс
Геймплей Definitive Edition основывается на оригинальной игре, поэтому основные элементы игрового процесса значительно пересекаются. Ремастер содержит 4K-графику, переработанные 3D модели, улучшенную анимацию разрушения зданий, режим зрителя, обновленный и масштабируемый пользовательский интерфейс, поддержку модов, новый серверный многопользовательский режим с возможностью кросс-сетевой игры, новые карты и обновленную музыку и звуки. Также игра включает в себя две новые цивилизации: инки и шведы с двумя новыми игровыми режимами: «Искусство войны» и «Исторические сражения». Игра содержит все предыдущие дополнения к оригинальной игре (The WarChiefs, The Asian Dynasties).
Искусственный интеллект был улучшен, а также добавлен новый «экстремальный» уровень сложности. Новый ИИ владеет продвинутыми тактиками микроконтроля, он намного лучше выбирает юнитов, анализирует карту и армию своего противника, составляет хорошо продуманный состав армии, отступает от проигранных сражений и использует тактику «ударил и убежал» на самых высоких уровнях.

## Выпуск
21 августа 2017 года, на выставке Gamescom, Microsoft анонсировала Age of Empires III: Definitive Edition. 20 августа 2019 года Microsoft анонсировала, что Age of Empires III: Definitive Edition разрабатывается студией Tantalus Media. 27 августа 2020 года Microsoft представила геймплейный трейлер в рамках презентации Xbox на Gamescom. Игра вышла 15 октября 2020 года. Помимо Steam и Windows Store, игра также была выпущена в Xbox Games Pass.

### Дополнения
10 апреля 2021 года было анонсировано дополнение, добавляющее в игру Соединённые Штаты; оно было выпущено 13 апреля 2021 года. В течение ограниченного времени игроки могли получить его бесплатно, выполнив 50 испытаний, каждое из которых посвящено одному из штатов.
Второе дополнение, The African Royals, было анонсировано 20 июля 2021 года и выпущено 2 августа 2021 года. Данное дополнение добавляет в игру две новые цивилизации, эфиопы и хауса, а также три новых исторических битвы, 15 новых африканских карт, 5 новых коренных африканских цивилизаций, с которыми можно вступить в союз, и 11 новых достижений.

## Критика
| Сводный рейтинг       | Сводный рейтинг |
| Агрегатор             | Оценка          |
| --------------------- | --------------- |
| Metacritic            | 75/100          |
| Иноязычные издания    |                 |
| Издание               | Оценка          |
| GameStar              | 79/100          |
| IGN                   | 6/10            |
| PC Gamer (US)         | 70/100          |
| Русскоязычные издания |                 |
| Издание               | Оценка          |
| «Игры Mail.ru»        | 7/10            |
| «Канобу»              | 7/10            |

Согласно агрегатору рецензий Metacritic, Age of Empires III: Definitive Edition получила «в основном положительные» отзывы критиков, общий рейтинг составил 75/100 на основании 46 рецензий. Сэмюэл Толберт из Windows Central похвалил игру за новую графику и изменения кампании, но раскритиковал поиск пути.